# Культурна історія сідниць

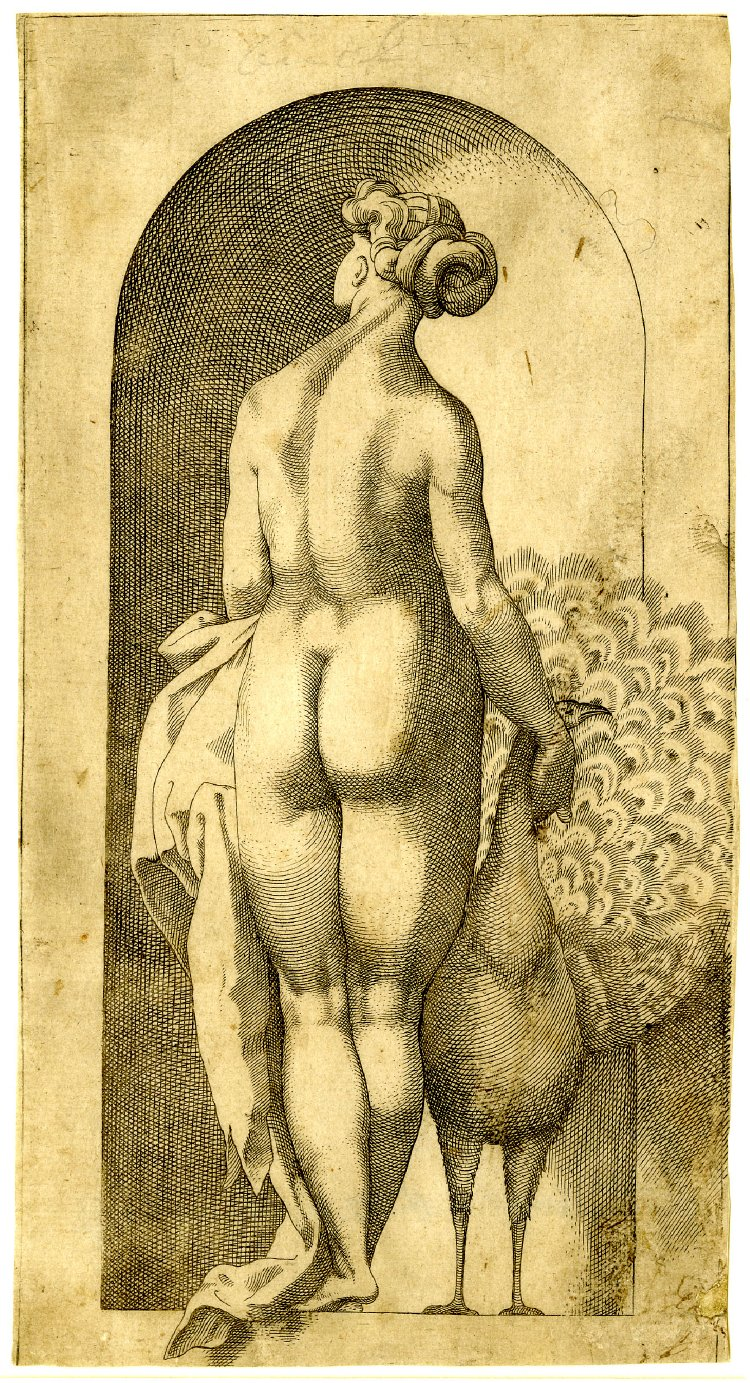
Рух маньєристів не боявся перебільшувати пропорції тіла для ефекту, який вважався привабливим; Юнона в ніші, гравюра Якопо Каральо, ймовірно, за малюнком Россо Фіорентіно, 1526 р.

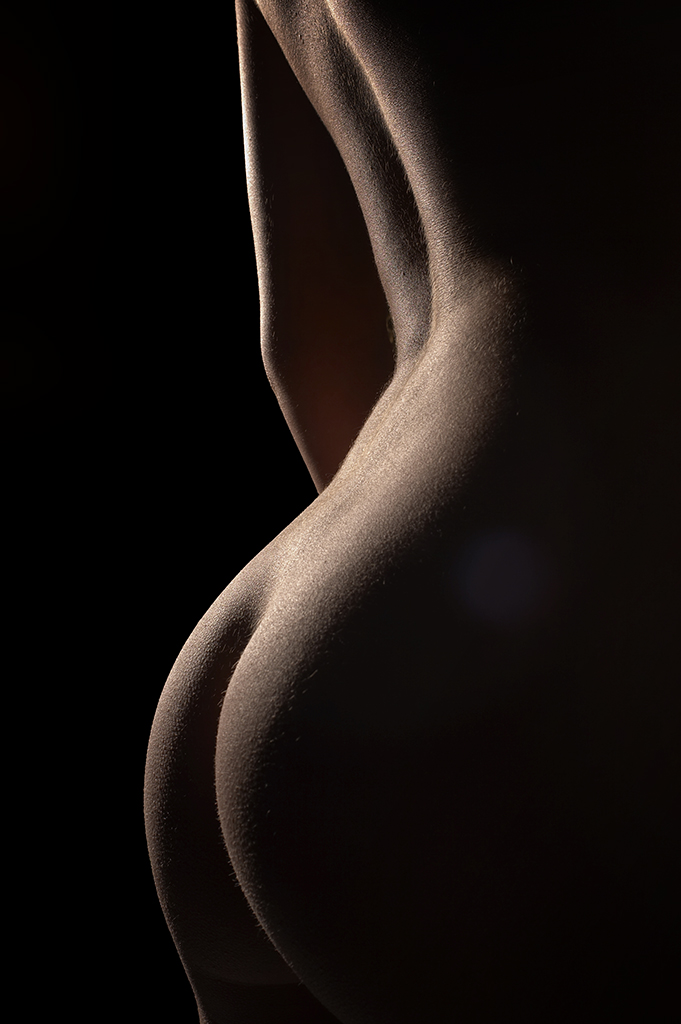
Приклад еротичної фотографії, яка підкреслює сідниці

Культурна історія сідниць включала різні форми мистецтва, а також сексуалізацію сідниць, яка відбувалася протягом всієї історії.

## Еволюційне значення
Сексолог Альфред Кінсі припустив, що сідниці є основним місцем статевих проявів у приматів. Деякі антропологи та соціобіологи вважають, що грудний фетишизм походить від подібності грудей до сідниць, але натомість вони забезпечують сексуальний потяг, коли на тіло дивляться спереду.
Жінки, як правило, мають більш круглі та пишні сідниці, викликані естрогеном, який спонукає організм накопичувати жир у сідницях, стегнах і гомілках. Тестостерон перешкоджає накопиченню жиру в цих областях. Таким чином, сідниці у жінок містять більше жирової тканини, ніж у чоловіків, особливо після статевого дозрівання. Еволюційні психологи припускають, що округлі сідниці, можливо, еволюціонували як бажана риса, оскільки вони є візуальним показником молодості та плідності жінки. Вони сигналізують про наявність естрогенів і наявність достатніх запасів жиру для вагітності та лактації. Крім того, сідниці вказують на форму та розмір тазу, що впливає на репродуктивну здатність. Оскільки розвиток і вимова сідниць починається з менархе і зменшується з віком, повні сідниці також є символом молодості.
Біолог-антрополог Гелен Фішер сказала, що «можливо, м'ясисті округлі сідниці приваблювали чоловіків під час статевого акту ззаду». У дослідженні 2017 року з використанням 3D-моделей і технології стеження за очима було перевірено твердження Фішера, і було показано, що незначне висунення спини жінки впливає на те, наскільки привабливою її сприймають інші, і привертає погляди як чоловіків, так і жінок. Боббі С. Лоу та ін. стверджують, що жіночі сідниці «еволюціонували в контексті боротьби самок за увагу та батьківську прихильність могутніх самців, які контролюють ресурси», як «чесний прояв запасів жиру», який неможливо сплутати з іншим типом тканини, хоча Тім М. Каро відкинув це як необхідний висновок, заявивши, що жіночі жирові відкладення на стегнах покращують індивідуальну фізичну форму жінки, незалежно від статевого відбору.

## Історія

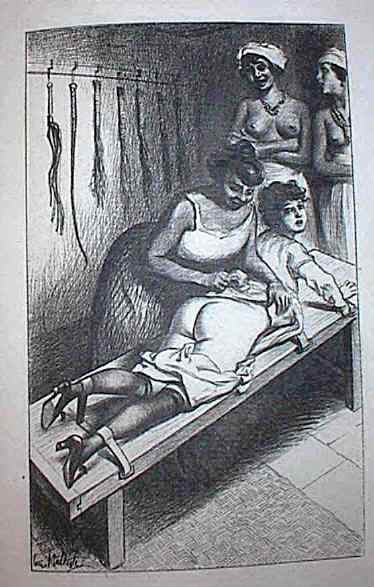
Еротика порки вікторіанської епохи з «Мемуарів Доллі Мортон».

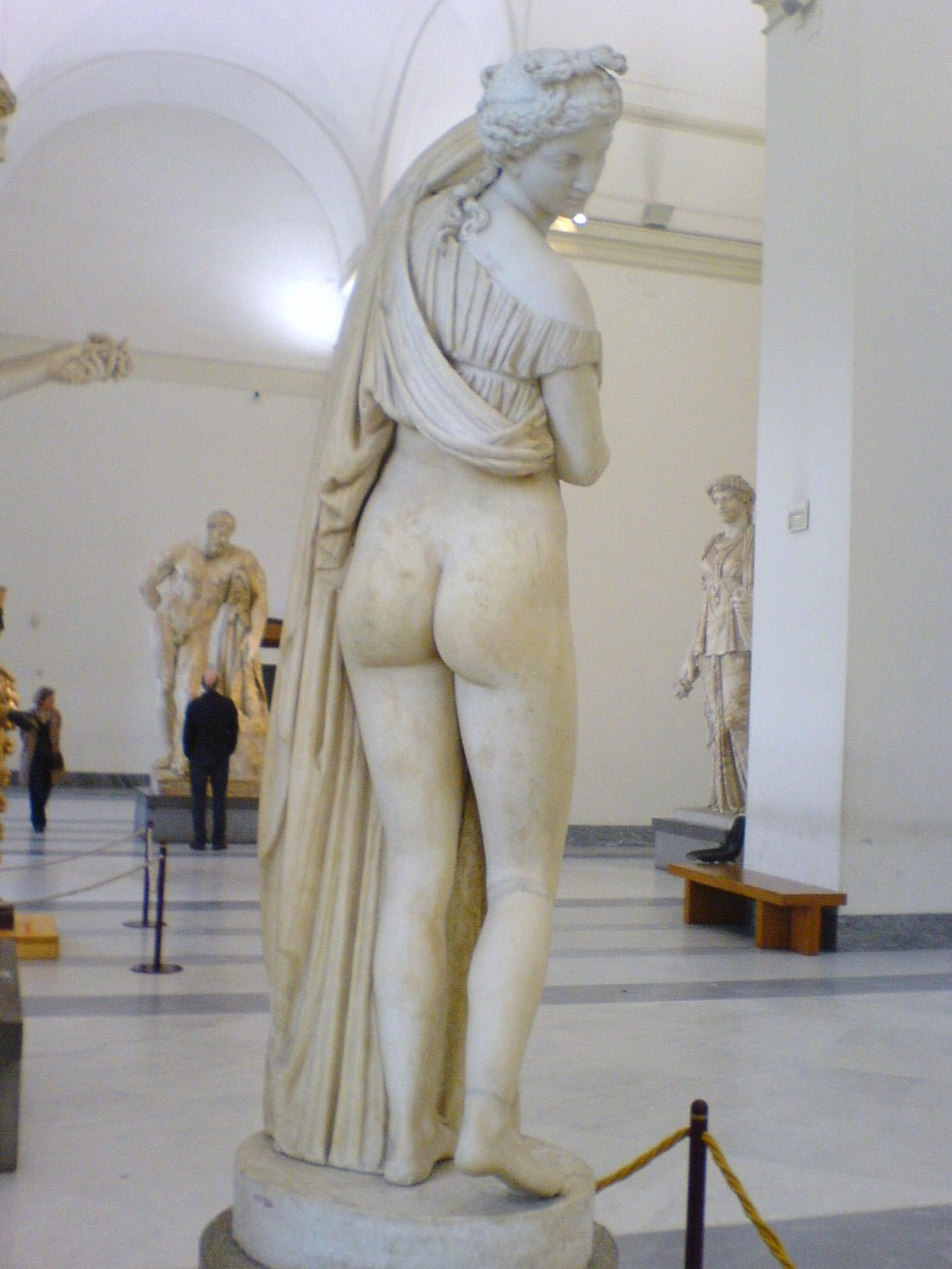
Венера Калліпіга, римська скульптура (вважається, що заснована на грецькому оригіналі), яка підкреслює сідниці

Жіночі сідниці були символом родючості та краси з ранньої історії людства. Статуї, створені ще за 24 000 років до нашої ери, такі як Венера Віллендорфська, мають перебільшені сідниці, стегна та стегна.
Еротична краса жіночих сідниць була важливою для стародавніх греків, які, як вважають, побудували такі статуї, як Венера Каліпіга (хоча збереглася лише можлива римська копія), які підкреслюють сідниці. Оголені сідниці також вважалися еротичними в Китаї династії Мін, де їх часто порівнювали з яскравим повним місяцем. Багато артистів позують моделям, щоб підкреслити сідниці.
Сідниці протягом століть вважалися ерогенною зоною в західній думці; еротизація жіночих сідниць була зумовлена їх асоціацією та близькістю до жіночих репродуктивних органів. Сідниці часто є табу через їх близькість до заднього проходу та асоціацію з видільною системою. Психоаналітик Зигмунд Фрейд висунув теорію, що психосексуальний розвиток відбувався в три стадії – оральний, анальний і генітальний – і ця фіксація на анальній стадії спричинила анальне утримання та тривалий фокус на еротизації ануса.
Шльопання займало важливе місце в порнографії вікторіанської Британії, де споживали еротику, таку як «Розповіді леді Бамтіклер» Джона Кемдена Готтена та «Виставка самок джгутиконосців» Джорджа Кеннона.
У «Дослідженнях з психології сексу», опублікованому в 1927 році і написаному британським лікарем і сексуальним психологом Гевлоком Еллісом, він описує культурні сексуальні особливості сідниць. Він каже:
Таким чином, ми бачимо, що серед більшості народів Європи, Азії та Африки, головних континентів світу, великі стегна і сідниці жінок зазвичай вважаються важливою ознакою краси. Ця вторинна сексуальна ознака являє собою найбільш рішуче структурне відхилення жіночого типу від чоловічого, відхилення, якого вимагає репродуктивна функція жінки, і в тому захопленні, яке вона викликає, статевий відбір, таким чином, працює в руслі природного відбору.
Він додає, що
Європейський художник часто прагне скоріше пом'якшити, ніж підкреслити випуклі лінії жіночих стегон, і примітно, що японці також вважають красивими маленькі стегна. Майже скрізь великі стегна і сідниці вважаються ознакою краси, і пересічний чоловік дотримується такої думки навіть у найбільш естетичних країнах.
Також Елліс стверджує, що корсети і турнюр покликані підкреслити сідниці.
Акцент на жіночих сідницях як сексуальній характеристиці останнім часом зріс, згідно з Реєм Б. Брауном, який пояснює цю зміну популяризацією джинсів:
[А]кцент на верхній частині жіночого тулуба останнім часом поступився місцем нижній частині тіла, зокрема сідницям. Така зміна відбулася зовсім недавно, коли в моду увійшли джинси з деніму. Для того, щоб підкреслити фігуру, виробники джинсів зробили акцент на стегнах. А після того, як стали популярними брендові джинси з іменем дизайнера на стегновій кишені, ще більшого акценту надали задній частині. Чим більше зростали продажі джинсів, тим більше використовувалася реклама, яка підкреслювала задню частину тіла, до такої міри, що саме ця зона може з часом перевершити груди як сексуальний образ жіночого тіла номер один.

## Чоловіки

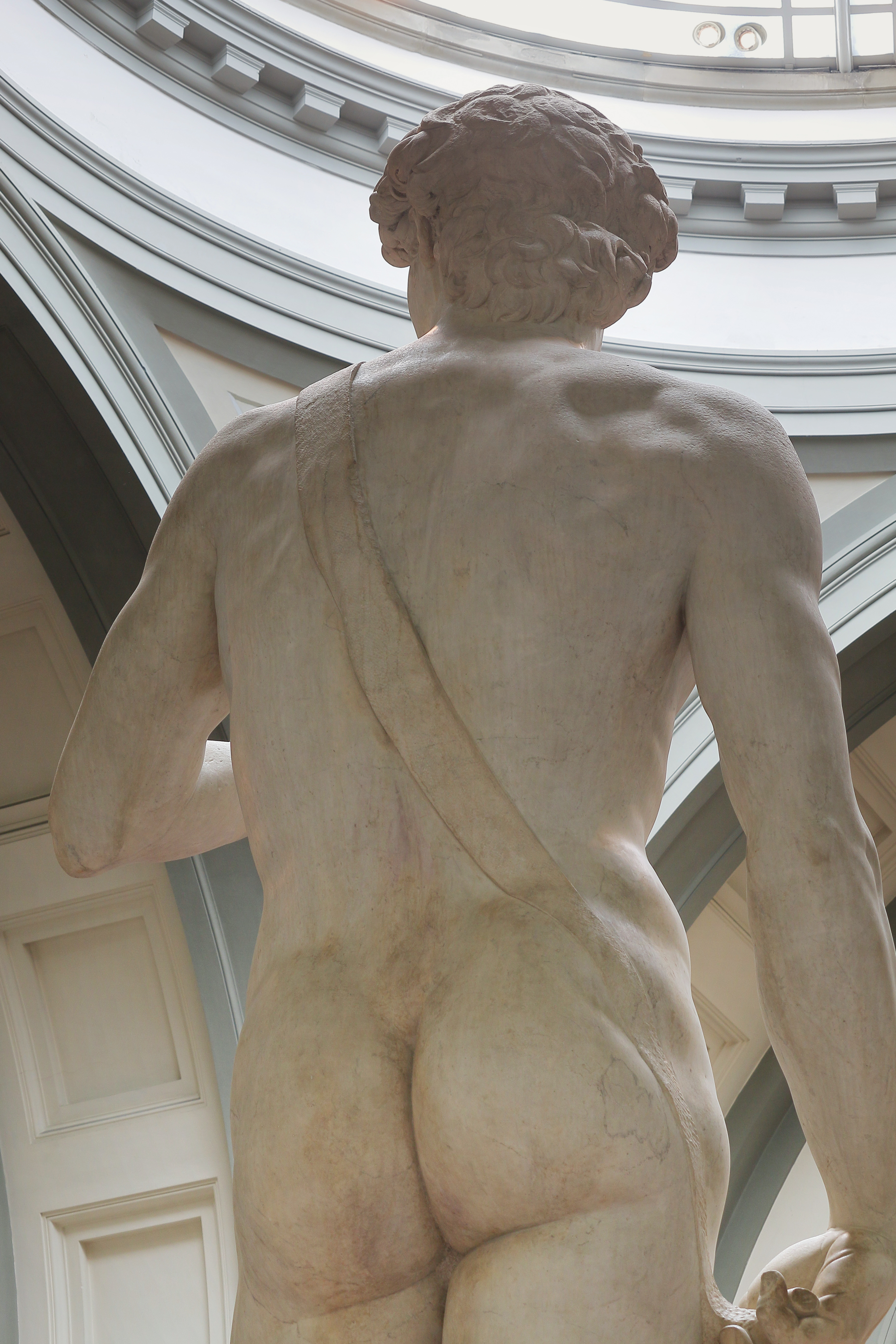
Задня частина Давида Мікеланджело

У той час як жіночі сідниці часто еротизуються в гетеросексуальній еротиці, чоловічі сідниці вважаються ерогенними багатьма жінками, а також еротизуються в чоловічому гомосексуалізмі, який часто зосереджується на анальному статевому акті. Історично вони також зображуються в скульптурі та іншому образному мистецтві з такою ж частотою, як і жінки.

## Фетишизм
Фетиш сідниць або сідничний парціалізм — це стан, при якому сідниці стають основним центром сексуальної уваги. Це може бути пов'язано з копрофілією, фетишизмом спідньої білизни, епроктофілією та садомазохістськими тілесними покараннями, що стосуються сідниць. Пігофілія — це сексуальне збудження, викликане баченням сідниць людини, грою або дотиком до неї.